# Complexul Sportiv Raional
Le Complexul Sportiv Raional est un stade de football moldave situé à Orhei.
Ce stade de 2 539 places accueille les matches à domicile du FC Milsami et du FC Costuleni, clubs évoluant dans le championnat de Moldavie de football.